# Leon Barucki
Leon Barucki (ur. 10 kwietnia 1883 w Ruskiej Wsi, zm. 17 stycznia 1955 w Sanoku) – polski nauczyciel, działacz społeczny.

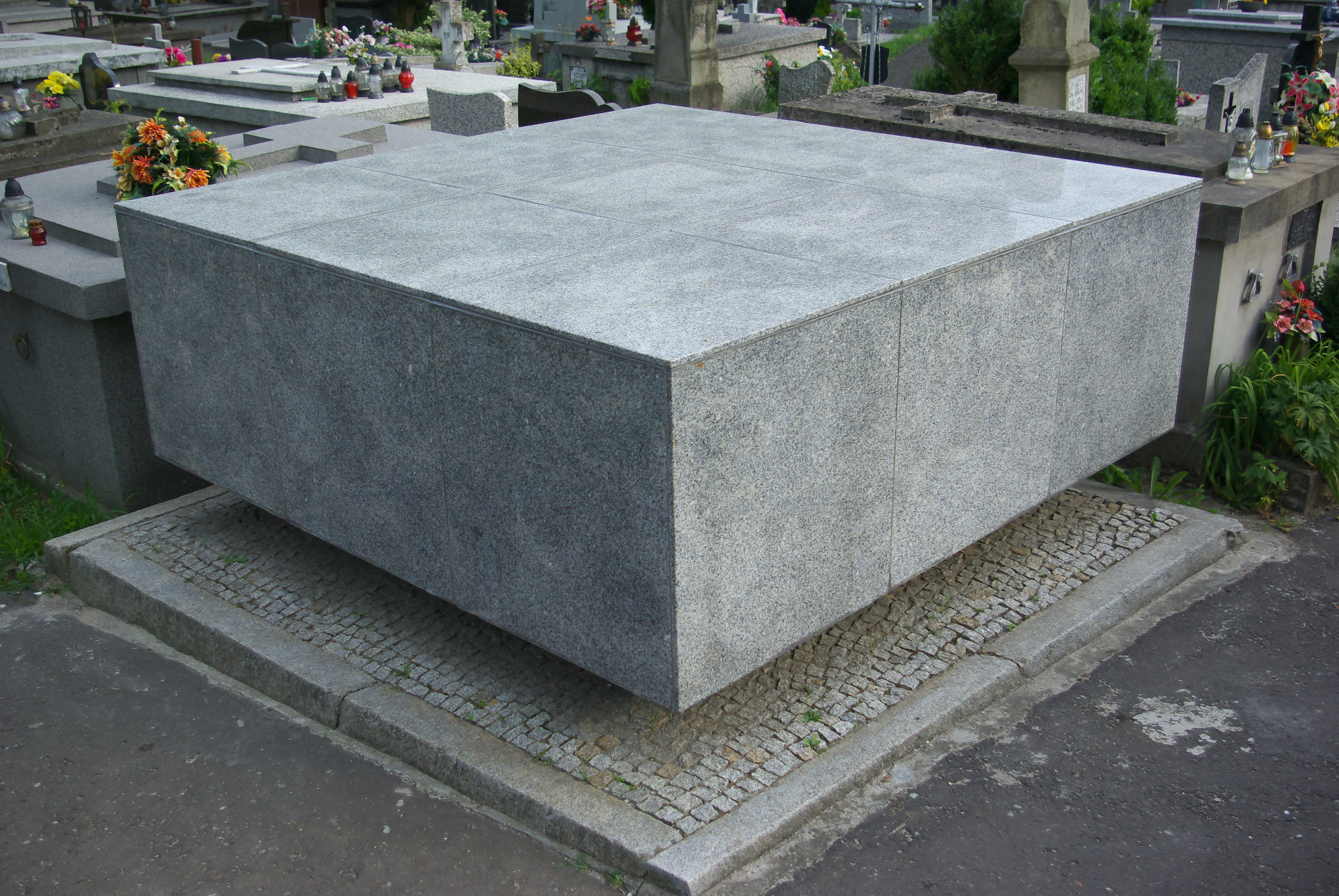
Grobowiec rodziny Baruckich w Sanoku

## Życiorys
Leon Barucki urodził się 10 kwietnia 1883 w Ruskiej Wsi jako syn Kazimierza i Konstancji domu Kossowskiej.
Został nauczycielem. W początkowych latach pracował w swoich rodzinnych stronach, od około 1907 był tymczasowym nauczycielem w mieszanej 2-klasowej szkole w Golcowej, od około 1908 był nadetatowym nauczycielem w mieszanej 1-klasowej szkole w Dylągowej
, następnie od około 1910 był tymczasowym nauczycielem w mieszanej 1-klasowej szkole w Niewistce, od około 1911 był tymczasowym nauczycielem w mieszanej 1-klasowej szkole w Końskich. Po okresie przerwy, od około 1913 był nauczycielem kierującym w 2-klasowej szkole w Sielnicy.
Po zakończeniu I wojny światowej na początku istnienia niepodległej II Rzeczypospolitej w ramach akcji reaktywowania szkół polskich przybył z Dynowa na Podlasie. W 1919 został pierwszym dyrektorem polskiego Prywatnego Gimnazjum w Drohiczynie. Potem pracował jako nauczyciel geografii w Państwowego Gimnazjum im. Króla Zygmunta Augusta w Białymstoku. W okresie międzywojennym dysponował wykształceniem wyższym.
W Białymstoku działał społecznie. Udzielał się jako mistrz ceremonii podczas patriotycznych uroczystości państwowych (w szopce świątecznej  - przedstawiającej znanych obywateli miasta - zyskał przydomek „Boruta-Defiladowicz”). Był współorganizatorem uroczystości 100. rocznicy powstania listopadowego. 22 lutego 1930 został ponownie wybrany członkiem komisji rewizyjnej Komitetu Powiatowego Ligi Obrony Powietrznej i Przeciwgazowej w Białymstoku. 27 marca 1930 został wybrany zastępcą członka zarządu białostockiego oddziału Polskiego Towarzystwa Krajoznawczego, w lutym 1932 został wybrany członkiem komisji rewizyjnej. 5 października 1930 został wybrany wiceprezesem oddziału Ligi Morskiej i Rzecznej w Białymstoku, po przemianowaniu organizacji wykazywał się w organizowaniu kół szkolnych Ligi Morskiej i Kolonialnej. W 1931 był członkiem Wydziału Wykonawczego Komitetu Kongresu Eucharystycznego w Białymstoku. Działał w Lidze Mocarstwowej i Kolonialnej. W kwietniu 1933 został wybrany członkiem zarządu koła Związku Rezerwistów RP w Białymstoku. Został skarbnikiem powołanego 19 września 1933 białostockiego koła Towarzystwa Popierania Budowy Szkół Powszechnych. Prowadził wykłady i odczyty dla społeczeństwa Białegostoku.
W Sanoku był wieloletnim pracownikiem spółdzielni rolniczej Powiatowych Związków Gminnych Spółdzielni „Samopomoc Chłopska” oraz zasiadał w radach narodowych.
Podczas II wojny światowej w trakcie okupacji niemieckiej działał w podziemnym ruchu oporu.
Uchwałą Rady Miejskiej w Sanoku z 1953 został uznany przynależnym do gminy Sanok Do końca życia zamieszkiwał w Sanoku przy ulicy Adama Mickiewicza 1. Zmarł 17 stycznia 1955 w Sanoku. Został pochowany w grobowcu rodzinnym na cmentarzu przy ul. Rymanowskiej w Sanoku 19 stycznia 1955.
9 września 1920 w Sanoku poślubił Zofię Konik (1893–1960, siostra nauczyciela Władysława Kreowskiego). Ich synem był Tadeusz Barucki (1922-2022), architekt.

## Odznaczenia
- Krzyż Walecznych[40]
- Złoty Krzyż Zasługi (11 listopada 1934)[41]
- Medal Dziesięciolecia Odzyskanej Niepodległości[40]
- Krzyż Oficerski Orderu pro Merito Melitensi II klasy[40]